# Мировые рекорды на дистанции 50 метров вольным стилем у женщин в 50-метровом бассейне
 Прогресс мировых рекордов на дистанции 50 метров вольным стилем у женщин в 50-метровом бассейне. Первый мировой рекорд в плавании на дистанции 50 метров вольным стилем у женщин в 50-метровом бассейне был зарегистрирован Международной Федерацией плавания ФИНА в 1975 году.
Обвал мировых рекордов в плавании в 2008/2009 совпал с введением полиуретановых костюмов от Speedo (LZR, 50 % полиуретана) в 2008 году и Arena (X-Glide), Adidas (Hydrofoil) и итальянского производителя плавательных костюмов Jaked (все 100 % полиуретана) в 2009 году. Запрет ФИНА на плавательный костюм из полиуретана вступил в силу в январе 2010 года.;
Прогресс мировых рекордов на дистанции 50 метров вольным стилем у женщин в 50-метровом бассейне
| Номер | Время   | Имя                 | Национальность | Дата             | Соревнование                                                                       | Место                    | Прим. |
| ----- | ------- | ------------------- | -------------- | ---------------- | ---------------------------------------------------------------------------------- | ------------------------ | ----- |
| 1     | 26.99 э | Корнелия Эндер      | ГДР            | 26 июля 1975     | Чемпионат мира по плаванию                                                         | Кали, Колумбия           |       |
| 2     | 26.95   | Джоанна Мэллой      | Канада         | 16 августа 1977  | Летние игры Канада                                                                 | Сент-Джонс, Канада       |       |
| 3     | 26.74   | Анн Жарден          | Канада         | 19 августа 1978  | Летний чемпионат Канады по плаванию                                                | Этобико, Канада          |       |
| 4     | 26.61   | Синтия Вудхед       | США            | 10 апреля 1980   | Летний чемпионат США по плаванию                                                   | Техас, США               |       |
| 5     | 26.53   | Келли Асплунд       | США            | 10 апреля 1980   | Летний чемпионат США по плаванию                                                   | Техас, США               |       |
| 6     | 26.32   | Джилл Стеркель      | США            | 10 апреля 1980   | Летний чемпионат США по плаванию                                                   | Техас, США               |       |
| 7     | 25.96   | Джилл Стеркель      | США            | 10 апреля 1980   | Летний чемпионат США по плаванию                                                   | Техас, США               |       |
| 8     | 25.79   | Джилл Стеркель      | США            | 3 апреля 1981    | Вызов Лонхорна Техасского Университета в Остине                                    | Техас, США               |       |
| 9     | 25.69   | Дара Торрес         | США            | 29 января 1983   | Speedo International                                                               | Амерсфорт, Нидерланды    |       |
| 10    | 25.64   | Аннемари Ферстаппен | Нидерланды     | 9 июля 1983      | Чемпионат Нидерландов по плаванию                                                  | Амерсфорт, Нидерланды    |       |
| 11    | 25.62   | Дара Торрес         | США            | 5 августа 1983   | Чемпионат США по плаванию                                                          | Кловис (Калифорния), США |       |
| 12    | 25.61 э | Дара Торрес         | США            | 21 июля 1984     | Отборочные соревнования к Олимпийским играм                                        | Мишен-Вьехо, США         |       |
| 13    | 25.50   | Тамара Косташ       | Румыния        | 16 июля 1986     | Чемпионат Румынии по плаванию                                                      | Бухарест, Румыния        |       |
| 14    | 25.34   | Тамара Косташ       | Румыния        | 16 июля 1986     | Чемпионат Румынии по плаванию                                                      | Бухарест, Румыния        |       |
| 15    | 25.31   | Тамара Косташ       | Румыния        | 1 августа 1986   | Балканские Игры                                                                    | София, Болгария          |       |
| 16    | 25.28   | Тамара Косташ       | Румыния        | 23 августа 1986  | Чемпионат мира по плаванию                                                         | Мадрид, Испания          |       |
| 17    | 24.98   | Ян Вэньи            | Китай          | 11 апреля 1988   | Чемпионат Азии по плаванию                                                         | Гуанчжоу, Китай          |       |
| 18    | 24.79   | Ян Вэньи            | Китай          | 31 июля 1992     | Олимпийские Игры                                                                   | Барселона, Испания       |       |
| 19    | 24.51   | Лэ Цзини            | Китай          | 11 Сентября 1994 | Чемпионат мира по плаванию                                                         | Рим, Италия              |       |
| 20    | 24.51   | Инге де Брюин       | Нидерланды     | 26 мая 2000      | Super Speedo Grand Prix                                                            | Шеффилд, Великобритания  |       |
| 21    | 24.48   | Инге де Брюин       | Нидерланды     | 4 июня 2000      | Отборочные соревнования к Олимпийским играм                                        | Драхтен, Нидерланды      |       |
| 22    | 24.39   | Инге де Брюин       | Нидерланды     | 10 июня 2000     | Trofeu Jose Finkel & Отборочные соревнования Бразилии к Олимпийским играм Бразилия | Рио-де-Жанейро, Бразилия |       |
| 23    | 24.13 ½ | Инге де Брюин       | Нидерланды     | 22 сентября 2000 | Олимпийские Игры                                                                   | Сидней, Австралия        |       |
| 24    | 24.09   | Марлен Велдхейс     | Нидерланды     | 24 Марта 2008    | Чемпионат Европы по плаванию                                                       | Эйндховен, Нидерланды    |       |
| 25    | 23.97   | Либби Трикетт       | Австралия      | 29 Марта 2008    | Чемпионат Австралии по плаванию                                                    | Сидней, Австралия        | [ 2 ] |
| 26    | 23.96   | Марлин Велдхёйс     | Нидерланды     | 19 апреля 2009   | Кубок Амстердама по плаванию                                                       | Амстердам, Нидерланды    | [ 3 ] |
| 27    | 23.73   | Бритта Штеффен      | Германия       | 2 августа 2009   | Чемпионат мира по плаванию                                                         | Рим, Италия              |       |
| 28    | 23.67 ½ | Сара Шёстрём        | Швеция         | 29 июля 2017     | Чемпионат мира по плаванию                                                         | Будапешт, Венгрия        | [ 4 ] |
| 29    | 22.93   | Раноми Кромовидьойо | Нидерланды     | 7 августа 2017   | Чемпионат мира по плаванию                                                         | Берлин, Германия         |       |
| 30    | 22,83   | Гретхен Уолш        | США            | 15 декабря 2024  | Чемпионат мира                                                                     | Будапешт, Венгрия        |       |

Рекорды зафиксированные не финале: 1/2 — полуфинал, э — эстафета.